# Parc national Bahuaja Sonene
Le parc national Bahuaja Sonene (espagnol : Parque nacional Cerros de Amotape) est situé au sud-ouest du Pérou.
Il est constitué de forêts tropicales et possède une surface de 1 091 416 ha.
Il a été créé en juillet 1996 dans la continuité de la réserve Tambopata-Candamo puis étendu le 5 septembre 2000.

## Faune et flore
Le parc abrite plusieurs espèces remarquables, notamment la loutre géante, l'ours à lunettes, le caïman noir, le cerf des marais et le loup à crinière.